# Авейраш-де-Байшу
Авейраш-де-Байшу (порт. Aveiras de Baixo; МФА: [ɐ.ˈvɐj.ɾɐʒ dɨ ˈbaj.ʃu]) — парафія в Португалії, у муніципалітеті Азамбужа. Розташована в західній частині країни, на теренах історичної португальської провінції Ештремадура. Входить до складу округу Лісабон. За адміністративним поділом, чинним до 1976 року, терени парафії були складовою провінції Рібатежу. Належить до Лісабонського патріархату Католицької церкви. Патрон — Діва Марія. Площа — 18,8959 км². Населення — 1317 ос. (2011). Слабо урбанізований регіон. Густота населення — 69,7 осіб/км²
. Код — 110302.

## Населення
| Кількість мешканців | Кількість мешканців | Кількість мешканців | Кількість мешканців | Кількість мешканців | Кількість мешканців | Кількість мешканців | Кількість мешканців | Кількість мешканців | Кількість мешканців | Кількість мешканців | Кількість мешканців | Кількість мешканців | Кількість мешканців | Кількість мешканців |
| ------------------- | ------------------- | ------------------- | ------------------- | ------------------- | ------------------- | ------------------- | ------------------- | ------------------- | ------------------- | ------------------- | ------------------- | ------------------- | ------------------- | ------------------- |
| 1864                | 1878                | 1890                | 1900                | 1911                | 1920                | 1930                | 1940                | 1950                | 1960                | 1970                | 1981                | 1991                | 2001                | 2011                |
| 473                 | 647                 | 839                 | 902                 | 958                 | 920                 | 925                 | 1 101               | 1 163               | 1 136               | 1 135               | 1 338               | 1 277               | 1 355               | 1 317               |